# Потєхін Павло Сидорович
Павло Сидорович Потє́хін (рос. Павел Сидорович Потехин; 1626 — кінець XVII) — російський архітектор XVII століття. Кріпак бояр Шереметєвих (надалі князів Одоєвських та Черкаських).

## Біографія

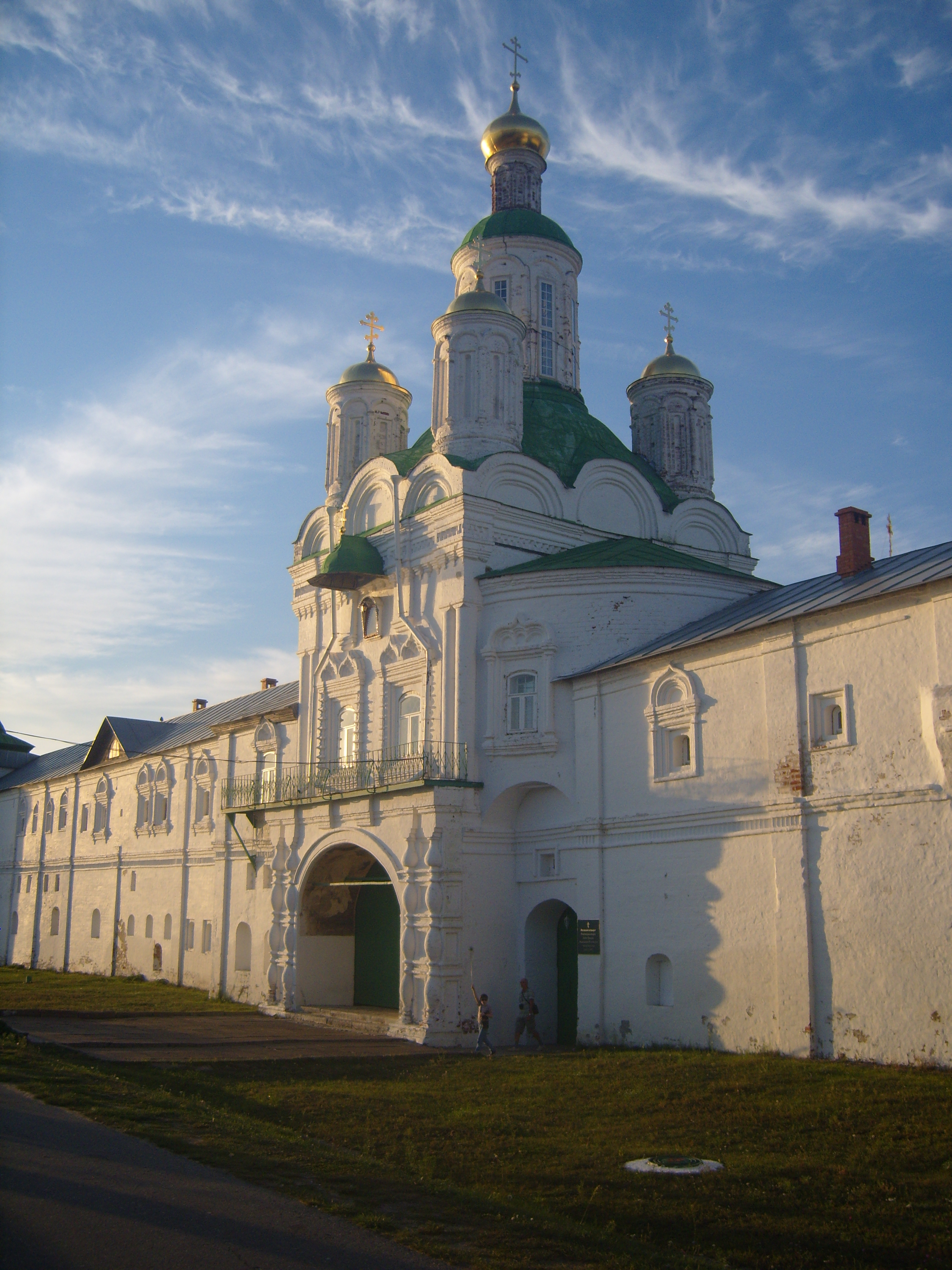
Надбрамна церква Архангела Михайла в Макарієво-Жовтоводському монастирі

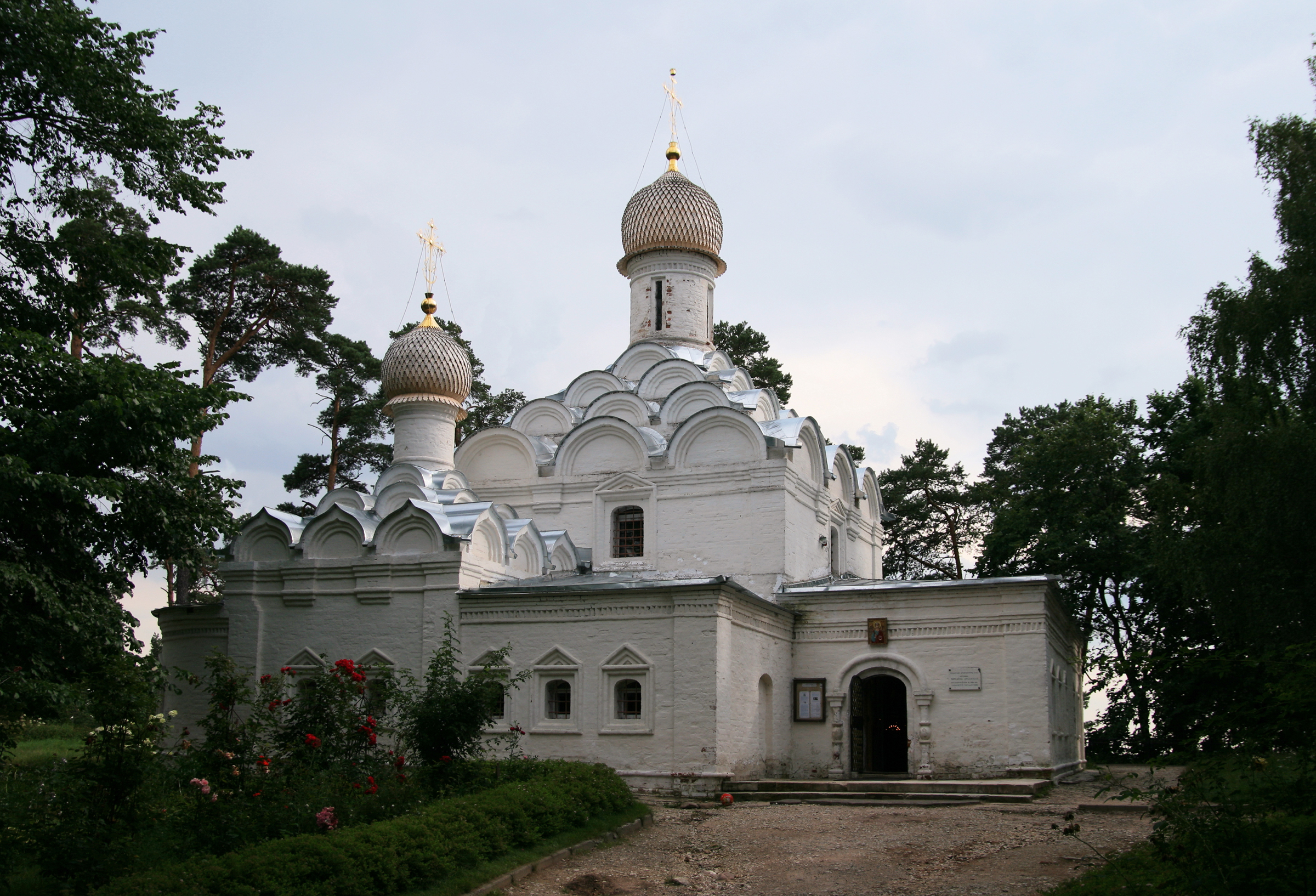
Храм Архангела Михайла в Архангельському

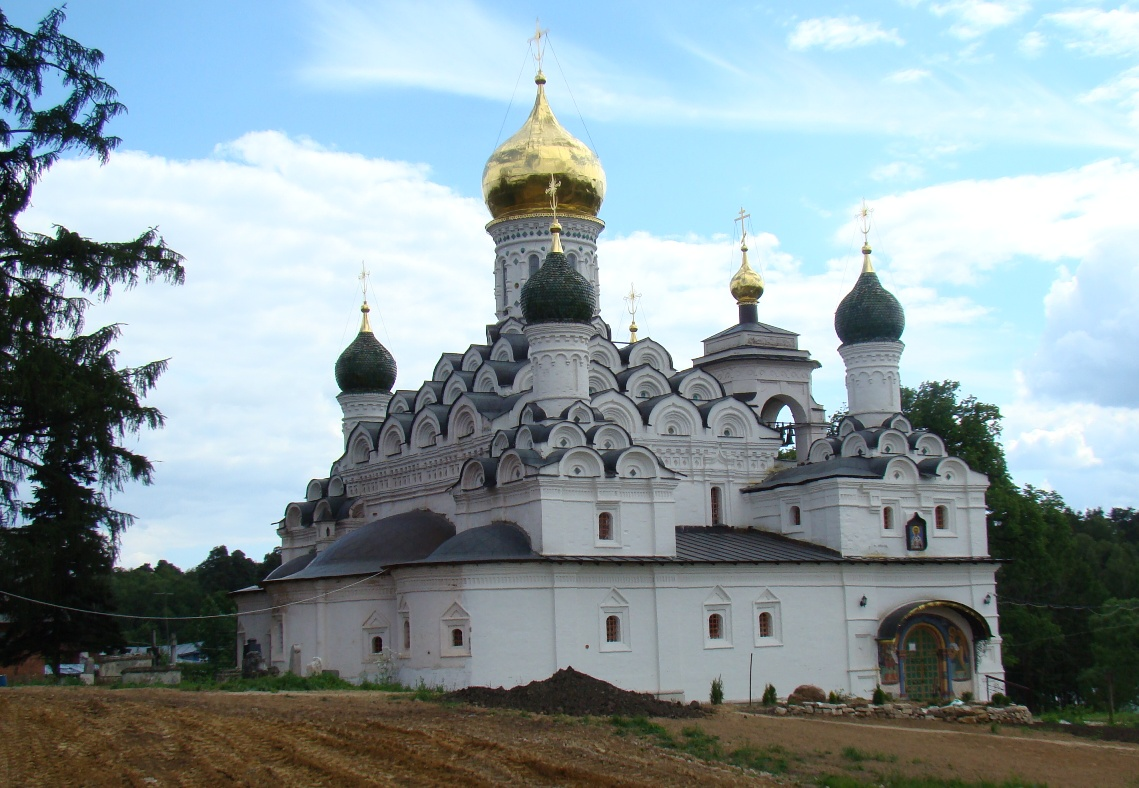
Храм Св. Миколая в Нікольському-Урюпіно

Народився у селі Кадниці на Волзі (зараз Кстовський район Нижньогородської області) у родині коваля Сидора Коб'якова, прозваного Потєшкою (Потішкою) за участь у скомороших іграх — «потіхах». Мав трьох братів. Після кончини батька, разом з братом потрапив у будівельну артіль, оборонцем якої був князь Д. М. Пожарський. У 1644 році князь помирає, а артіль запрошено князем Михайлом Яковичем Черкаським для зведення у селі Павловське-на-Оці нового собору Преображення. Потєхін там спочатку працював різноробом, але потім по кончині керівника будівництва Кирила Іванова, Потєхіну довірили нагляд над закінченням будування. У рідних Кадницях Потєхін зібрав цілу будівельну артіль, яка працювала на Шереметевих, Одоєвських, Черкаських. На 1670 рік у ній налічувалося 93 майстри, серед яких муляри, каменярі, різьбярі по дереву, теслярі, іконописці та золотильники. Всі вони були майстрами дуже високого класу, та при необхідності могли підмінити один одного.
У 1664—1665 рр. архітектор будує храм Св. Миколая в селі Нікольське-Урюпіно, у 1667 році — храм Архангела Михайла у селі Уполози (Архангельське). З 1670 року артіль Потєхіна працює на Волзі, у Макарієво-Жовтоводському монастирі, де нею збудовані Святі ворота та надбрамна церква Архангела Михайла. У 1672—1680 р.р. зводиться Казанський храм у селі Марково.
У 1675 році Черкаський затіває перебудування свого подвір'я у Московському Кремлі і поручає його Потєхіну. Будівничий зводить нові чотириповерхові палати «на погребах» (склепіннях), службові будови і два храми — в ім'я Тихвінської ікони Божої Матері та в ім'я Бориса і Гліба.
1677 року Михайло Черкаський одружується з Марфою, дочкою Якова Одоєвського. Серед посагу княжни були два села: Кадниці і Останкіно. Восени Черкаський задумав повне перебудування Останкіна, у тому числі ветхого дерев'яного Троїцького храму. На його місці Потєхін будує нову кам'яну церкву, там же він обирає собі помічників: Федора Перфільєва, Семена Ускова, Якова Мутовіна і Кузьму Взварикіна.
У 1688 році Черкаський починає будування монастирського ансамблю на острові Ворсменського озера у своїй нижньогородській вотчині. Головний храм монастиря князь задумав збудувати за зразком московського храму Воскресіння у Кадашах. Він знову поручає цю справу Потєхіну.
Під час робіт архітектора стало підводити здоров'я: слабшав зір, через хворі ноги майстер вже не міг сам підніматися на риштування. 16 листопада 1691 року князь відсуває будівничого від справ: його заміняють учні — Федір Перфільєв і Кузьма Ігнатьєв. Потєхін повертається у рідне село. Про дату його кончини нічого не відоме, відсутні відомості і про його родину, повідомляється лише, що він мав чотирьох синів.

## Список споруд
- Собор Спаса Преображення (1644—1657) — Нижньогородська обл., с. Павлово-на-Оці (не зберігся).
- Церква Святого Миколая у садибі Нікольське-Урюпіно (1664—1665) — Московська обл., Красногорський район, село Нікольське-Урюпіно.
- Церква Архангела Михайла у садибі Архангельське (1667) — Московська обл., Красногорський район, музей-садиба «Архангельське» (здогадно).
- Надбрамна церква Архангела Михайла у мон. Макарієві-Жовтоводському (1670) — Нижньогородська обл., Лисковський район, сел. Макарьєво.
- Святі ворота у мон. Макарієві-Жовтоводському (1670) — Нижньогородська обл., Лисковський район, сел. Макарьєво.
- Казанська церква у Маркові (1672—1680) — Московська обл., Раменський район, с. Марково.
- Подвір'я боярина Черкаського (1675) — Москва, Кремль (не збереглося).
- Троїцька церква у садибі Останкіно (1677) — Москва, 1-я Останкінська вул., 5 (здогадно)
- Ансамбль Свято-Троїцького Острово-Єзерського Ворсменського монастиря[ru] (1688—1891) — Нижньогородська обл., Павловський район, Ворсменське озеро[ru].